# Tap o' Noth
Tap o' Noth är ett berg i Storbritannien.   Det ligger i kommunen Aberdeenshire och riksdelen Skottland, i den norra delen av landet, 700 km norr om huvudstaden London. Toppen på Tap o' Noth är 266 meter över havet.
Terrängen runt Tap o' Noth är huvudsakligen kuperad, men österut är den platt. Runt Tap o' Noth är det mycket glesbefolkat, med 7 invånare per kvadratkilometer. Närmaste större samhälle är Huntly, 13,0 km norr om Tap o' Noth. Trakten runt Tap o' Noth består i huvudsak av gräsmarker.